# Первомайский городской совет (Луганская область)
 Первомайский городской совет — одна из административно-территориальных единиц в составе Луганской области c центром в городе Первомайск. Входит в состав Центрально-Луганской агломерации. Население 80,5 тыс. чел(2009).

## Состав
Первомайский городской совет — 42 625 чел.
- город Первомайск — 42 625 чел.

7 октября 2014 года в связи с разрывом административных связей в районе на фоне проведения АТО Постановлением Верховной Рады № 1693-VII «Про зміни в адміністративно-територіальному устрої Луганської області, зміну і встановлення меж Перевальського і Попаснянського районів Луганської області» из состава Первомайского городского совета в состав Попаснянского района Луганской области выведено 2 городских и 2 поселковых совета общей площадью 5699,0 га:
- Горский городской совет (из Первомайского горсовета; площадь — 1324,0 га), в том числе город Горское;
- Золотовский городской совет (из Первомайского горсовета; площадь — 2491,0 га), в том числе город Золотое;
- Нижненский поселковый совет (из Первомайского горсовета; площадь — 971,0 га), в том числе пгт Нижнее;
- Тошковский поселковый совет (из Первомайского горсовета; площадь — 913,0 га), в том числе пгт Тошковка.